# Dumy (Pologne)
Pour les articles homonymes, voir Dumy.
Dumy est une localité polonaise de la gmina de Wielkie Oczy, située dans le powiat de Lubaczów en voïvodie des Basses-Carpates.